# Pif Gadget
Pif Gadget var en fransk serietidning för barn startad 1969. Dess föregångare Le Jeune Patriote (senare Vaillant) grundades 1942. Tidningen, som under 1970-talet var den största franska serietidningen, lades ner 1993 och har senare omstartats två gånger med begränsad framgång.
Tidningen fick namn efter José Cabrero Arnals fabeldjursserie Pif le chien, och även äventyrsserien Rahan var långlivad. Hugo Pratts vuxenserie Corto Maltese lanserades 1970 i Pif Gadget, som ett av tidningens mer otypiska inslag. Man ledde länge den franska barntidningsförsäljningen med hjälp av bifogade leksaker.

## Historik
Tidningen var en fortsättning på det franska kommunistpartiets ungdomstidning Le Jeune Patriote, som grundades 1942 och gavs ut underjordiskt under den tyska ockupationen av Frankrike. 1945 bytte tidningen namn till Vaillant, Le Jeune Patriote.
Namnet Vaillant refererade till dess roll som ungdomstidning i en kommunistisk organisation (som en som en fransk motsvarighet till den sovjetiska Komsomolskaja Pravda), och begreppet vaillant användes som en benämning på den franska versionen av ungpionjärer. Samtidigt påminde den om en av dåtidens viktigaste franska serietidningar, den katolskt färgade Cœurs Vaillants som gavs ut av Fleurus.

### SomVaillant
Under efterkrigstiden utvecklades Vaillant till en av de viktigare franska serietidningarna. 1946 kortades titeln och tillägget Le Jeune Patriote togs bort, samtidigt som den försågs med undertiteln le journal le plus captivant ('den mest fängslande tidningen').
I tidningen debuterade redan 1945 den första stora franska science-fiction-serien Les Pionniers de l'Espérance, efter manus av Roger Lécureux och tecknad av Raymond Poïvet. Serien fortsatte därefter i tidningen fram till 1973.
1946 startade Placid et Muzo, en antropomorf skämtserie med brunbjörnen Placid och rödräven Muzo. Från början verkade José Cabrero Arnal som serietecknare och Pierre Olivier som manusförfattare, medan ett antal olika serieskapare har arbetat med serien från och med 1980-talet. Serien fungerade tidigt som i det närmaste en titelserie i tidningen och figurerade flitigt i annonser och prenumerationskampanjer.
En än viktigare serie för tidningen blev Pif le chien ('Hunden Pif'). Arnal skapade den 1948 för dagstidningen L'Humanité (även den ägd av kommunistpartiet), men från och med 1952 dök den upp i färgserier i Vaillant. Den antropomorfa titelfiguren kombinerades tidigt med katten och "ärkefienden" Hercule, och de två genomlevde äventyr som hade likheter med tidiga Disneyserier.
Andra serieskapare som dök upp i Vaillant var Jean-Claude Forest (1951 med Le copyright), Jean Tabary (Richard et Charlie från 1956), Gotlib (1962 med Nanar, Jujube et Piette, senare omdöpt till Gai-Luron) och Greg (1963 med Les As). Här debuterade även Nikita Mandryka (1965 med Le Concombre masqué), Paul Gillon (bland annat Jérémie från 1968) och Massimo Mattioli (1968 med M le magicien). Flera av de här namnen kom på senare år att arbeta med vuxenserier, men deras tidigaste produktioner fanns ofta i Vaillant, som under 1950- och 1960-talet tillhörde de viktigaste franska serietidningarna.

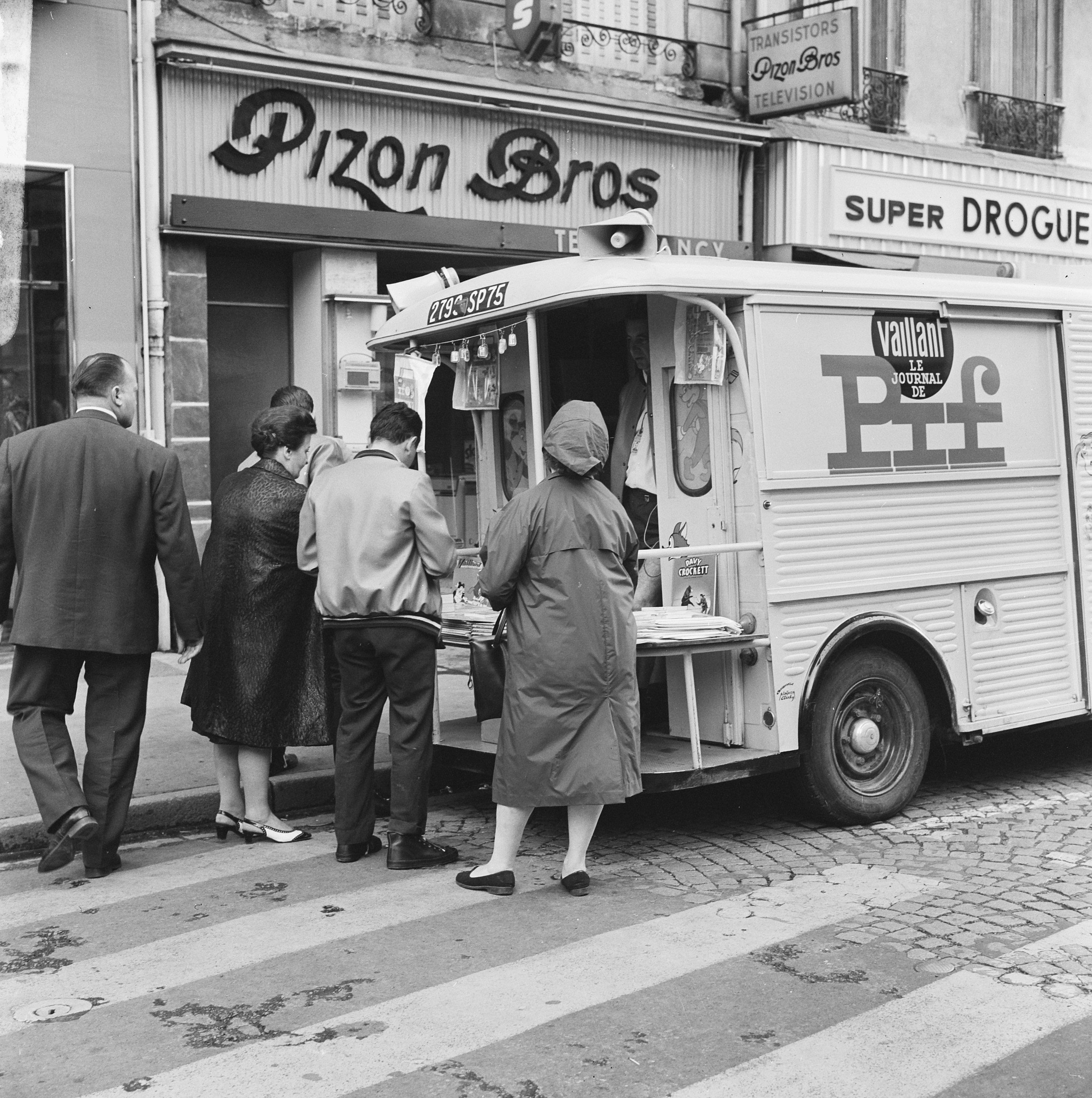
Gatuförsäljning 1966 av Vaillant – le journal de Pip, tre år innan namnbytet.

Tidningen gynnades tidigt av redaktionens val att lansera helt franska hjältar utan kopplingar till de amerikanska superhjälteserierna. De senare drabbades hårt av den franska censurlagen 1949 för barn- och ungdomstidningar, vilken i praktiken resulterade i importstopp för amerikanska äventyrsserier samt en viss självcensur vad gäller våldsinslag i både franska och belgiska serier. Detta förstärkte tendensen inom fransk-belgiska serier mot komiska äventyrsserier, och allt fler serier inspirerades av "pojkäventyren" i Tintin och Spirou eller Disneyserierna i Le Journal de Mickey. Till den senare kategorin hörde många av serierna i Vaillant, där både Placid et Muzo och Pif le chien var fabeldjursserier. Just Pif le chien växte fram som den viktigaste serien i tidningen, som från och med 1965 presenterades med den fasta undertiteln [Vaillant,] le journal de Pif.
Åren runt 1960 tappade Vaillant en del av sin läsekrets till tidningar i mindre format och med avslutade historier. 1962 lanserade man själv ett nytt, mindre format på tidningen, vilket kompletterades med specialutgåvor i pocketformat.

### SomPif Gadget
I slutet av 1960-talet väntade ytterligare en återlansering av tidningen. Efter nummer 1238, den 23 februari 1969, gick Vaillant i graven, samtidigt som Pif Gadget nummer 1 dök upp i de franska tidningsställen. De första månaderna syntes tidningen som Pif, med undertiteln "et son gadget surprise" ('och hans överraskningsleksak'), innan Pif Gadget blev den fasta titeln.
En fransk serietidning med svag profil och vikande försäljning (1964 var man nere i 83 000 exemplar per nummer) förvandlades på några år till ett försäljningsfenomen. I april 1970 trycktes nummer 60 i 1 miljon exemplar (inklusive en nytryckning), vilket upprepades bland annat med nummer 137 i september året därpå. Tricket var att bifoga olika leksaker till varje nummer, ett försäljningsknep som gick hem hos den unga målgruppen. Bland dessa "pifises" fanns "sjöapor", kastanjetter, "mexikanska hoppande bönor" och "magiska" spelkort.
De tecknade serierna fick successivt mindre betydelse i tidningen, liksom kopplingen till arbetarklasskulturen, alltmedan försäljningsavdelningens prylidéer höll upplagan uppe. Trots detta lanserades ändå ett antal viktiga serier i tidningen under dessa år, inklusive äventyrsserien Rahan som 1977 åter fick upplagan att tangera ett sjusiffrigt antal och fabeldjursserien La Jungle en folie. En något otypisk serie för tidningen, den ambitiösa italienska äventyrsserien Corto Maltese, lanserades 1970 i Pif Gadget. Fram till 1973 publicerades sammanlagt 23 episoder av serien, innan redaktionen och den under tiden allt mer namnkunnige Hugo Pratt valde att gå skilda vägar.
Under 1980-talet sjönk kvaliteten på serierna i Pif Gadget ytterligare. Ett antal av de bärande serieskaparna lämnade tidningen, som tappade ytterligare i egenart och upplaga. Minskande upplagor ledde också till sämre kvalitet på leksakerna runt tidningen, och en ond cirkel var inledd.
Trots att Pif Gadget gavs ut av ett kommunistpartiägt förlag, motsvarade innehållet nu långtifrån den ungdomstidning för partimedlemmar som Le Jeune Patriote ett halvsekel tidigare. Berlinmurens fall och det kommunistiska Sovjets alltmer ifrågasatta roll som politiskt föredöme ledde också till en försvagning av det franska kommunistpartiet, vilket i förlängningen också smittade av sig på partiets tidningsutgivning. Éditions Vaillants sista ordinarie nummer av Pif Gadget kom i november 1993 (nummer 1253), varav följde tre specialnummer i december samma år.

### Två gånger nystart
1980- och 1990-talen var ingen bra period för fransk-belgiska serietidningar. En efter en av de "nya" vuxenserietitlarna lades ner (À Suivre höll ut ända till 1997 och undantaget Fluide Glacial finns kvar än), och bland barntidningarna försvann efterföljaren till Cœurs Vaillants 1981 och belgiska Tintin 1993. De vuxna serieläsarna hade övergått till seriealbum, medan de yngre i många fall fångats av video och datorspel.
2004 gjorde man dock ett ambitiöst försök till nystart av tidningen, nu förlagd av det för uppgiften startade Pif Éditions. Som månadstidning och en upplaga på cirka 100 000 höll man ut till november 2008, innan de växande skulderna ledde till förlagskonkurs.
Ytterligare ett återlanseringsförsök gjordes 2015, nu under titeln Super Pif. Denna gång var det chefredaktören för L'Humanité, Patrick Le Hyaric, som behållit ägarbeviset för tidningen, som stod för nysatsningen. Totalt gavs nio nummer av denna kvartalstidning ut fram till oktober 2017. På tidningssidorna återtrycktes serieavsnitt av Corto Maltese, Rahan och Supermatou, liksom spinoff-serier kopplade till tidningens klassiska figurer Pif, Hercule, Placid och Muzo. Från och med nummer 2 av Super Pif återkom även den bifogade prylen – le gadget.

## Betydelse
Vaillant och Pif Gadget tillhörde under flera decenniers tid de mest framgångsrika fransk-belgiska serietidningarna. Man ledde ett tag den franska barntidningsutvecklingen, vid en tid då serierna kring de belgiska serietidningarna Spirou och Tintin samlade det mesta intresset. Under både 1950- och 1960-talet debuterade ett stort antal av senare års stora franska serienamn i serietidningen Vaillant.
1970-talets satsning på bifogade "prylar" var en kommersiell fullträff – åtminstone ett tag – men en kreativ återvändsgränd. Tidningen överlevde inte heller den senare nedgången på den franskspråkiga serietidningsmarknaden, där i princip endast Spirou och Fluide Glacial (samt bland de viktigare importserietidningarna Le Journal de Mickey) undgått tidningsdöden.
Pif Gadget inspirerade till liknande serietidningar i andra länder. Dessa inkluderar tyska Yps, som åren 1975 till 2000 kom i över 1 000 nummer och i likhet med förlagan inkluderade bifogade prylar, och danska Jippo (11 nummer 1978).

## Utgivningshistorik
- Veckotidning (till februari 1993)
- Månadstidning (juli 2004–november 2008)
- Kvartalstidning (december 2015–oktober 2017)